# Todirești, Anenii Noi
Todirești este o localitate în comuna Chetrosu, raionul Anenii Noi, Republica Moldova.

## Demografie
Structură etnică
     moldoveni (93,6%)
     ucraineni (1,95%)
     ruși (2,33%)
     găgăuzi (0,05%)
     bulgari (0,27%)
     români (0,6%)
     evrei (0%)
     polonezi (0%)
     țigani (0,33%)
     alte etnii / nedeclarată (0,87%)
Conform datelor recensământului din 2004, populația localității este de 1.843 locuitori, dintre care 885 (48,02%) bărbați și 958 (51,98%) femei. Structura etnică a populației în cadrul localității arată astfel:
- moldoveni — 1.725;
- ucraineni — 36;
- ruși — 43;
- găgăuzi — 1;
- bulgari — 5;
- români — 11;
- țigani — 6;
- altele / nedeclarată — 16.